# Tadiran
Tadiran est un ancien conglomérat israélien créé en 1962 par la fusion entre Tadir et Ran. L'entreprise était spécialisée en produits électriques (électronique, électroménager, télécommunications, batteries, systèmes médicaux, etc). Elle a disparu en tant que telle, mais son nom commercial est encore utilisé par certaines de ses anciennes filiales.

## Branches du conglomérat
- Tadiran Telecom (en) (aujourd'hui contrôlé par Shlomo Group (en)).
- Tadiran Batteries, filiale du Français Saft (après avoir appartenu à Alcatel[1]).
- Tadiran Appliances, fabricant notamment de réfrigérateurs, fours et autoradios, ne produit plus aujourd'hui que des climatiseurs.